# Палімовка
Палі́мовка (рос. Палимовка) — село у складі Бузулуцького району Оренбурзької області, Росія.

## Населення
Населення — 1933 особи (2010; 1749 у 2002).
Національний склад (станом на 2002 рік):
- росіяни — 96 %